# ジョン・パウロ・ダ・シウヴァ
ジョン・パウロ・ダ・シウヴァ（João Paulo da Silva、1985年2月22日 - ）は、ブラジル・パラナ州・クリチバ出身のプロサッカー選手。ポジションは守備的ミッドフィールダー。

## 経歴
ADサンカエターノでキャリアをスタートさせ、ロンドリーナEC、イラチSCといった下部リーグのクラブを渡り歩き、2009年にセリエBのパラナ・クルーベへ入団した。移籍後すぐにボランチとしてレギュラーの座を掴み、主に背番号8をつけ、リーグ戦29試合（うち先発27試合）に出場した。シーズン終了後の同年12月にはマネージメント契約の絡みから保有権がアヴァイFCに移ったが、パラナとの契約を2010年末まで延長した。ブラジル時代はタイトなマークを持ち味に、カードを受ける事も多かった。
2010年8月より以前にもオファーを受けたアルビレックス新潟の練習に参加し、同12日に加入が発表された。背番号は7。移籍により発生する金額は約100万レアルと報道されている。移籍の際には自らのプレースタイルを「マークで相手を潰すプレーがメイン」と述べた。また同時に「そこからの攻撃参加にも注目してもらえれば」ともあり、フリーキックやコーナーキックなどのプレースキックも蹴れることが紹介された。
同年8月17日の対清水エスパルス戦で交代出場し、Jリーグ初出場を記録。試合後、新潟監督の黒崎久志は彼の持ち味を「ボールを奪ってから前に出る、落ち着いてさばくこと」と述べた。
2011年も新潟に残留したものの、3月16日、同月11日に起こった東北地方太平洋沖地震へのクラブ側からの配慮により、ブラジルへ一時帰国。震災への不安から再来日を延期し、29日にAAポンチ・プレッタへの移籍が発表され、4月4日に新潟側から両者協議の上のレンタル契約の解除も発表された。
ポンチ・プレッタではクラブのセリエA昇格に貢献したが、2012年シーズン途中にセリエBのアトレチコ・パラナエンセへ移籍した。アトレチコはリーグ3位でシーズンを終え、ジョン・パウロは2年連続でセリエA昇格を経験した。

## 個人成績
2013年6月28日現在。
| クラブ           | シーズン | リーグ | リーグ | カップ | カップ | リーグ杯 | リーグ杯 | 期間通算 | 期間通算 |
| クラブ           | シーズン | 出場   | 得点   | 出場   | 得点   | 出場     | 得点     | 出場     | 得点     |
| ---------------- | -------- | ------ | ------ | ------ | ------ | -------- | -------- | -------- | -------- |
| パラナ           | 2009     | 29     | 2      | 0      | 0      | -        | -        | 29       | 2        |
| パラナ           | 2010     | 10     | 2      | 4      | 0      | -        | -        | 14       | 2        |
| パラナ           | 通算     | 39     | 4      | 4      | 0      | -        | -        | 43       | 4        |
| 新潟             | 2010     | 8      | 0      | -      | -      | 1        | 0        | 9        | 0        |
| 新潟             | 2011     | 0      | 0      | -      | -      | -        | -        | 0        | 0        |
| 新潟             | 通算     | 8      | 0      | -      | -      | 1        | 0        | 9        | 0        |
| ポンチ・プレッタ | 2011     | 33     | 3      | 0      | 0      | -        | -        | 33       | 3        |
| ポンチ・プレッタ | 2012     | 7      | 0      | 0      | 0      | -        | -        | 7        | 0        |
| ポンチ・プレッタ | 通算     | 40     | 3      | 0      | 0      | -        | -        | 40       | 3        |
| アトレチコ-PR    | 2012     | 27     | 4      | 0      | 0      | -        | -        | 27       | 4        |
| アトレチコ-PR    | 2013     | 5      | 0      | 0      | 0      | -        | -        | 5        | 0        |
| アトレチコ-PR    | 通算     | 32     | 4      | 0      | 0      | -        | -        | 32       | 4        |

1. ↑  移籍前にクラブが敗退。
2. 1 2  開幕前に退団。